# Lago Grande de Monte Alegre
Lago Grande de Monte Alegre är en sjö i Brasilien.   Den ligger i delstaten Pará, i den centrala delen av landet, 1 700 km norr om huvudstaden Brasília. Lago Grande de Monte Alegre ligger 1 meter över havet. Arean är 408 kvadratkilometer. Den sträcker sig 24,6 kilometer i nord-sydlig riktning, och 35,4 kilometer i öst-västlig riktning.
Runt Lago Grande de Monte Alegre är det mycket glesbefolkat, med 3 invånare per kvadratkilometer.